# Ian McKellen
Ian McKellen (/ˈiːən məˈkɛlən/), né le 25 mai 1939 à Burnley, dans le comté de Lancashire, en Angleterre, est un acteur britannique.
Actif dans le théâtre classique et contemporain, il enchaîne depuis les années 1950 sans discontinuité plus de 180 pièces de théâtre. Acteur shakespearien, il est multi-récompensé (Laurence Olivier Awards...).
Au cinéma, il est surtout connu du grand public mondial pour le rôle de Gandalf dans les trilogies Le Seigneur des anneaux (2001-2003) et Le Hobbit (2012-2014) toutes deux réalisées par Peter Jackson, ainsi que pour celui de Magnéto dans la franchise X-Men (2000-2014).
Il est également connu pour son militantisme en faveur des droits des personnes LGBT.
Ian McKellen est commandeur dans l'ordre de l'Empire britannique et membre de l'ordre des compagnons d'honneur.

## Biographie

### Enfance
Ian Murray McKellen est né à Burnley, dans le Lancashire peu avant la Seconde Guerre mondiale, ce qui a un impact sur son enfance : dans un entretien pour le magazine gay The Advocate, au journaliste qui lui fait remarquer son calme après les attentats du 11 septembre 2001, McKellen répond « mon cher, vous oubliez que j'ai dormi sous un couvercle en métal pendant la bataille d'Angleterre jusqu'à l'âge de quatre ans ».
Son père, Denis Murray McKellen, d'origine écossaise, est ingénieur et prédicateur. Ses grands-pères sont également prédicateurs. Il a baigné dans un environnement profondément chrétien, mais un christianisme débarrassé de ses dogmes : on lui a appris qu'être chrétien, « c'est d'abord se comporter de manière chrétienne avec les autres ». Sa mère, Margery Lois McKellen, meurt lorsqu'il a douze ans et son père douze ans plus tard. Lorsqu'il a déclaré son homosexualité à sa belle-mère quaker, Gladys McKellen, « Non seulement cela ne l'a pas étonnée, mais faisant partie d'une société qui a déclaré son indifférence vis-à-vis de la sexualité des gens il y a des années, je crois qu'elle était surtout heureuse que je cesse enfin de mentir ».

### Débuts
La carrière de McKellen débute alors qu'il est encore tout jeune quand il joue dans plusieurs pièces de théâtre. À 18 ans, titulaire d'une bourse d'études à l'université de Cambridge, il tombe amoureux de Derek Jacobi, ce qu'il définit comme « une passion secrète et non réciproque ». Il fait ses débuts professionnels sur scène à Nottingham en 1961 et dans le West End en 1964. McKellen débute alors une relation avec Brian Taylor, son premier compagnon, relation qui dure huit ans, jusqu'en 1972. Ils vivent à Londres, où McKellen continue sa carrière.

### Premiers succès en Angleterre (années 1970-1980)

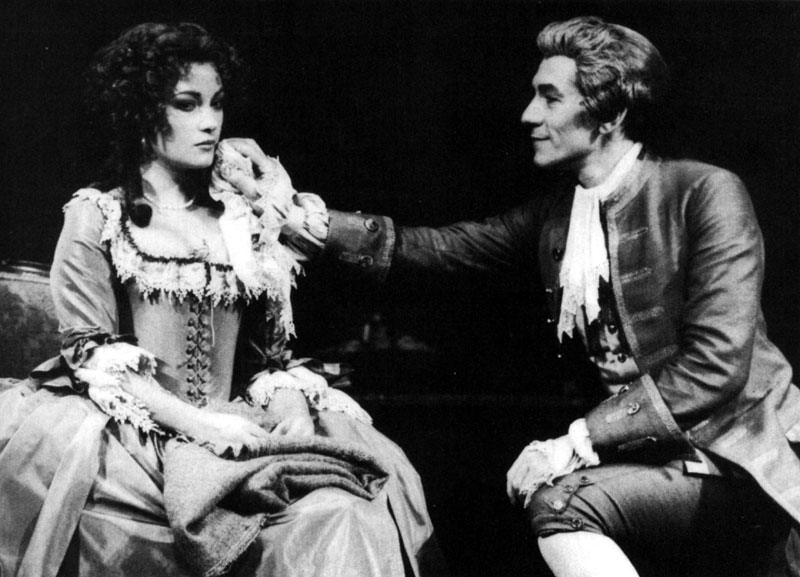
L'acteur aux côtés de l'actrice américaine Jane Seymour en pleine représentation de Amadeus à Broadway, New York, au début des années 1980.

En 1969, il interprète le rôle qui le rend célèbre : le roi Édouard II d'Angleterre, héros éponyme de la pièce de Christopher Marlowe, produite par la Prospect Theatre Company. Cette pièce suscite la controverse à cause des scènes de torture et de l'homosexualité latente qui s'en dégage. Il reprend le rôle plus tard pour la BBC. En 1972, il fonde The Actors' Company avec son ami Edward Petherbridge, ce qui le consacre porte-parole des acteurs et du théâtre britannique en général. Entre 1974 et 1978, il joue dans de prestigieuses productions de la Royal Shakespeare Company, telles que Roméo et Juliette (avec Francesca Annis), Macbeth (avec Judi Dench) et Othello. Dans les années 1970 et 1980, il fait partie des comédiens les plus renommés du théâtre britannique.
En 1978, il rencontre son second compagnon, Sean Mathias, au Festival d'Édimbourg. Selon Mathias, leur histoire était tumultueuse, le succès de McKellen et ses échecs étant la cause de nombreux conflits. Mathias déclara « qu'à cette époque, les gens étaient moins tolérants », et « qu'on ne le prenait pas au sérieux, lui, le joli petit ami de Ian McKellen ». Mathias était âgé de 22 ans et McKellen 39 ans. Malgré tout, Mathias dit également de McKellen : « [il] n'a cessé de m'aider tout au long de ma carrière ». Ils se séparent en 1988.
En 1979, il apparaît dans Bent, une pièce qui traite des atrocités commises contre les homosexuels dans l'Allemagne nazie. À cette époque, McKellen n'a pas encore fait son coming out et il hésite même à tenir ce rôle : « J'étais impressionné par le rôle, je me demandais si j'avais le courage de le faire ». Après avoir lu le scénario, Mathias dit à McKellen qu'il a « le devoir de jouer cette pièce ». Bent a eu une grande importance pour McKellen : après la production originelle de la pièce à Broadway, il joue la pièce (mise en scène par Mathias) au Théâtre national à Londres.
Son talent lui vaut des rôles de plus en plus prestigieux. En 1980, il est Antonio Salieri dans la version de Amadeus montée à Broadway. Il est récompensé d'un Tony Award, la plus grande récompense pour un acteur de théâtre aux États-Unis. Il en obtient un second en 1982, pour son interprétation de Walter, un handicapé mental, dans une pièce enregistrée pour la télévision. Malgré cela, il reste inconnu du grand public aux États-Unis. Plus anecdotique, il joue en 1988 le rôle d'un vampire pour le clip Heart du groupe Pet Shop Boys. En 1989, il incarne Adolf Hitler dans le téléfilm Countdown to War (en).
En 1990, il est fait chevalier commandeur de l'ordre de l'Empire britannique (KBE) pour son travail et ses contributions au théâtre.

### Progression à Hollywood (années 1990)
Dans les années 1990, McKellen apparaît de façon plus régulière à la télévision et au cinéma. En 1993, il tient le rôle d'un puissant homme d'affaires Afrikaner dans Six degrés de séparation, avec Stockard Channing, Donald Sutherland et Will Smith. La même année, il apparaît dans l'adaptation télévisée des Chroniques de San Francisco (de son ami Armistead Maupin) et dans Last Action Hero, de John McTiernan. En 1995, il interprète Richard III dans le film homonyme de Richard Loncraine. Il est nommé pour ce rôle aux Golden Globes, aux BAFTA Awards et est sacré « meilleur acteur européen » par la European Film Academy.
Il reprend son premier rôle dans l'adaptation cinématograhique de Bent en 1997 (toujours mis en scène par Sean Mathias). La même année, il est fait commandeur de l'ordre de l'Empire britannique
Aux États-Unis, il connaît la notoriété en 1998 avec deux films : Un élève doué, dans lequel il campe un ancien officier nazi vivant aux États-Unis sous une fausse identité qui entretient une relation de dépendance avec un adolescent qui menace de le dénoncer s'il ne lui raconte pas son histoire ; et Ni dieux ni démons, où il interprète James Whale, le réalisateur de Frankenstein (1931) et de Show Boat (1936). Il est nommé à l'Oscar du meilleur acteur pour ce rôle.

### Reconnaissance internationale (années 2000-2010)

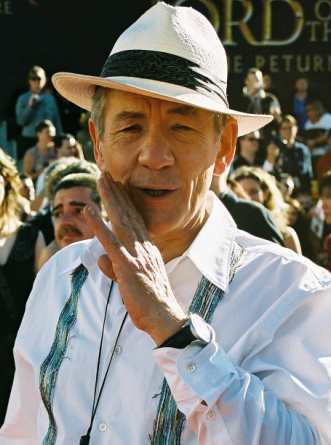
L'acteur à la première mondiale de Le Seigneur des anneaux : Le Retour du roi, en Nouvelle-Zélande, en décembre 2003.

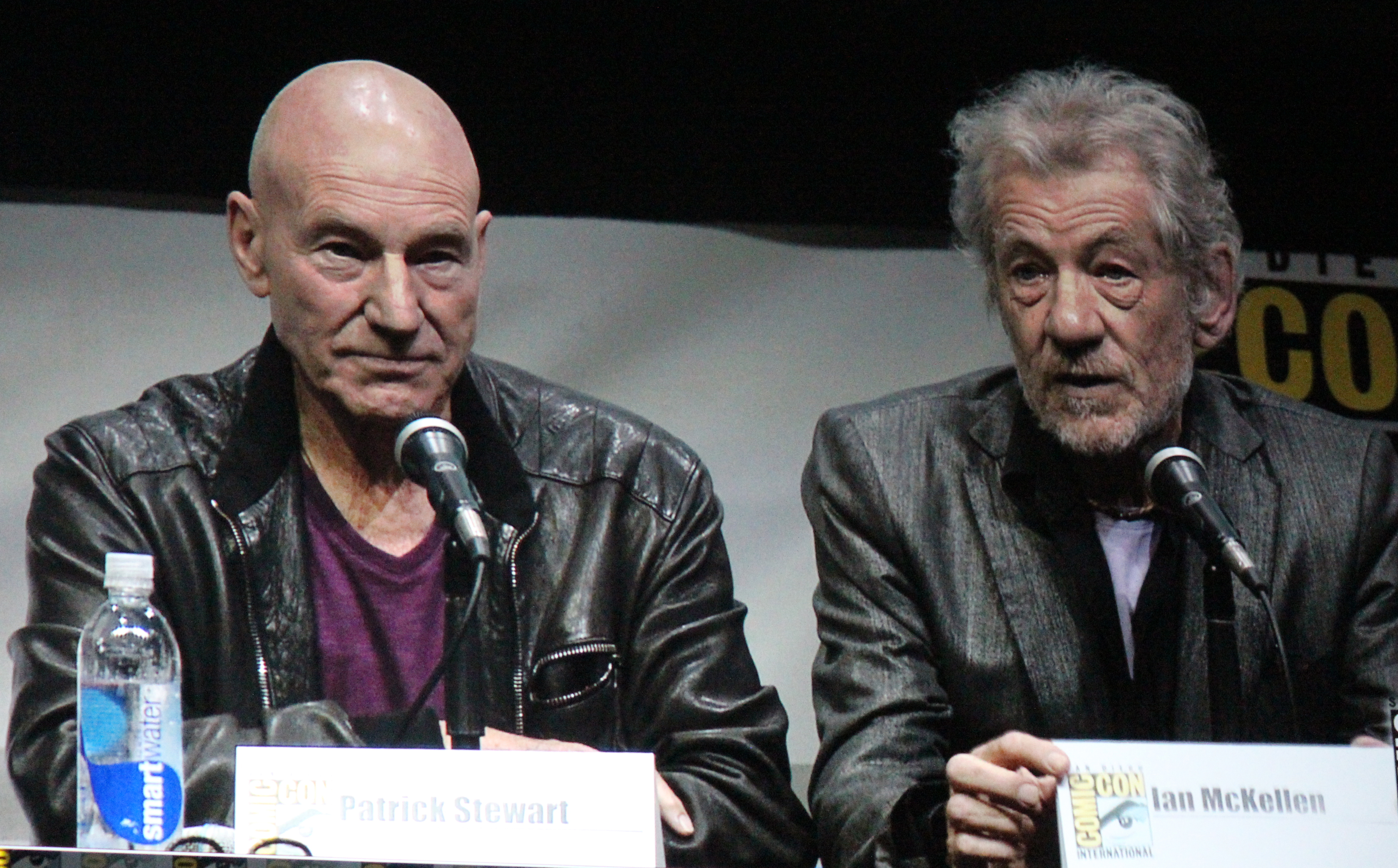
L'acteur aux côtés de son partenaire de jeu et ami Patrick Stewart au San Diego Comic-Con 2013, pour la promotion de X-Men: Days of Future Past.

Mais c'est à travers deux trilogies cinématographiques qu'il accède, au début des années 2000, à la célébrité : celle des X-Men, de Bryan Singer et Brett Ratner, dans laquelle il interprète Magneto, et celle du Le Seigneur des Anneaux, de Peter Jackson, où il incarne Gandalf. Son interprétation de Gandalf dans le premier volet, Le Seigneur des anneaux : La Communauté de l'anneau, lui vaut une nomination à l'Oscar du meilleur acteur dans un second rôle.
En 2002, à la suite du décès de Richard Harris, lui et Christopher Lee sont tous deux pressentis pour reprendre le rôle d'Albus Dumbledore dans la saga Harry Potter mais on leur préfère finalement Michael Gambon.
En 2003, il joue son propre rôle dans un épisode de la quinzième saison de la série d'animation à succès Les Simpson.
En 2006, il tient le rôle de Sir Leigh Teabing dans le blockbuster ésotérique Da Vinci Code, réalisé par Ron Howard. Puis il double le personnage de Iorek Byrnison dans le premier opus d'une autre franchise fantastique, À la croisée des mondes : La Boussole d'or, réalisé par Chris Weitz.
À partir de 2007, il se consacre de nouveau principalement au théâtre, jouant notamment dans Le Roi Lear et La Mouette. En janvier 2008, il est ordonné Companion of Honour de la couronne britannique, la plus haute distinction possible au Royaume-Uni (65 membres vivants maximum), pour services rendus au théâtre et à la lutte pour l'égalité.
En 2009, il retrouve Patrick Stewart, son partenaire de la saga X-Men, au théâtre à l'occasion des représentations de la pièce En attendant Godot. Par ailleurs, il incarne Numéro Deux dans la minisérie américaine Le Prisonnier, adaptée de la fiction britannique culte des années 1960.
Finalement, Gandalf le ramène au premier plan de la scène médiatique internationale : il reprend le personnage dans la trilogie préquelle réalisée par Peter Jackson : Le Hobbit : Un voyage inattendu (2012), Le Hobbit : La Désolation de Smaug (2013) et Le Hobbit : La Bataille des Cinq Armées (2014).
À la télévision anglaise, plus précisément sur la chaîne ITV, il partage l'affiche de la série Vicious avec Derek Jacobi, où ils incarnent un vieux couple gay. La série, qui comporte quatorze épisodes, voit sa première saison être diffusée en 2013, la seconde en 2015, tandis qu'un épisode de conclusion est diffusé en 2016,,.
Parallèlement, le comédien redevient une dernière fois Magnéto pour le blockbuster événement X-Men: Days of Future Past (2014) de Bryan Singer, qui sert de crossover entre la première trilogie et la prequelle X-Men : Le Commencement. Un an auparavant, l'acteur fait un caméo à la fin du film dérivé Wolverine : Le Combat de l'immortel (The Wolverine), qui annonce ce retour, ainsi que celui de Patrick Stewart, six ans après le troisième volet'. Il apparaît parallèlement dans le clip de George Ezra, Listen to the Man (en).
L'année 2015 est marquée par la sortie de Mr. Holmes, où il incarne, sous la direction de Bill Condon, un Sherlock Holmes au crépuscule de sa vie et hanté par un échec. Son interprétation délicate et émouvante est unanimement saluée par la critique ; « Ian McKellen est bouleversant dans une variation sur les derniers jours du célèbre détective imaginé par Arthur Conan Doyle », écrit par exemple Thomas Sotinel.
L'acteur retrouve le réalisateur anglais en 2017 pour un second rôle dans la superproduction La Belle et la Bête, adaptation en prise de vues réelles du film d'animation de 1991. L'acteur y joue l'horloge Big Ben, rôle tenu par David Ogden Stiers vingt-six ans auparavant. Puis il incarne l'année d'après le comte de Southampton dans le drame historique All Is True, qui retrace cette fois les derniers jours de William Shakespeare. L'acteur y a pour partenaires Judi Dench et Kenneth Branagh, qui réalise aussi le film.
En 2019, il retrouve une énième fois Bill Condon pour les besoins du film L'Art du mensonge (The Good Liar), qui le voit jouer le rôle d'un escroc tentant d'arnaquer Helen Mirren.

### Vie privée et engagements publics

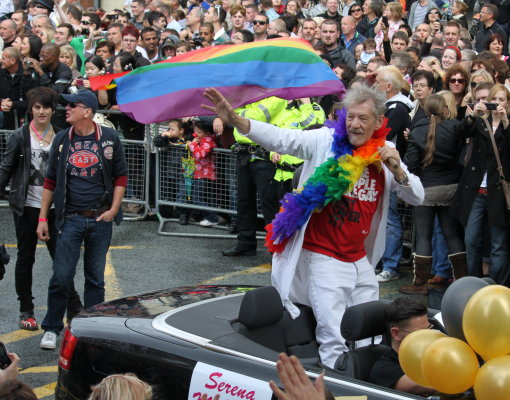
Ian McKellen à la Manchester Pride 2010.

Même si les partenaires à l'écran de McKellen sont au courant de son homosexualité, il en est autrement du grand public. En 1988, un projet de loi intitulé Section 28 propose l'interdiction de toutes discussions en rapport avec l'homosexualité dans les écoles britanniques. McKellen combat ce projet et, sur les conseils de son ami Armistead Maupin, fait son coming out lors d'un débat retransmis par la BBC : « Mon but était de faire comprendre que si je participais à ce combat, tout le monde, homo ou hétéro, pouvait le faire. » Il plaide sa cause auprès du secrétaire à l'environnement Michael Howard. Celui-ci refuse de changer de position mais demande un autographe à McKellen, qui s'exécute en écrivant dessus : « Fuck off, I'm gay. » en français : « Va te faire foutre, je suis gay. ». La loi est tout de même adoptée et reste en vigueur jusqu'en 2003, McKellen ne cessant de se battre pour son abrogation et critiquant le Premier ministre britannique, Tony Blair.
Dans les années 80, il est aussi très actif dans la lutte contre le Sida. Il participe ainsi à de nombreux évènements pour récolter des fonds pour la recherche. Par exemple, en 1988, il performe dans un one man show, Acting Shakespreare, ce qui permet de récolter plus de 620 000 livres.
En 1994, McKellen monte un one-man-show en faveur des droits LGBT, A Knight Out, qui connut un grand succès. Toujours en 1994, il crée l'évènement lors de la cérémonie de clôture des Gay Games en déclarant « Je suis Sir Ian McKellen, mais je vous en prie, appelez-moi Serena ». Au XXIe siècle, McKellen est toujours un acteur des combats pour les droits de la communauté LGBT ; il est en particulier un cofondateur de Stonewall, un groupe d'activisme LGBT au Royaume-Uni (cette association tire son nom des émeutes de Stonewall, à New York). En 2011, il traite le maire de Moscou, Sergueï Sobianine, de « couard flattant l'extrême droite », celui-ci ayant refusé de laisser s'organiser une Pride à Moscou. Il critique en 2013 la décision du Comité international olympique de tolérer les lois homophobes promulguées par le gouvernement russe, dans le cadre des Jeux olympiques d'hiver de 2014.
Il prend part en 2020 à un collectif de militants et d’artistes demandant au Premier ministre Boris Johnson de « revenir sur sa décision » de nommer Tony Abbott, ancien Premier ministre australien connu pour ses positions jugées climatosceptiques, homophobes et misogynes, au poste d’émissaire du Royaume-Uni pour le commerce.

## Théâtre
- 1950: Children's day de Vera Arlett: Père
- 1951: Twelf night de William Shakespeare: Malvolio
- 1952: Spring 1600 de Emlyn Williams: Jeremy
- 1952: Les Meurtres chez le coiffeur de Strachan Turbull: Le jeune mari
- 1953: Friar bacon de Robert Greene: Margaret
- 1953: The Wonder Hat de Kenneth Sawyer: Pierrot
- 1953: The Hopeful Travellers de G-M Martens: Demon
- 1953: Paradise perplexed de Francis Sladen Smith: Ticukapelli
- 1954: The Beauty Contest de Lionel Roe: Ross
- 1954: The Stars bow down de Gordon Daviot: Asnath
- 1954: Doctor Faustus de Christopher Marlowe: Wagner
- 1954: Celebration de Keith Waterhouse: Stan Dyson
- 1955: The Story of Rahman de Alan Cullen: Attendant
- 1955: Black Coffee de Agatha Christie: Tredwell
- 1955: Othello de William Shakespeare: Montano
- 1956: Fin du conflit de Barry England: Simon Mason
- 1956: Mr Pickwick de Stanley Young: Mr Snodgrass
- 1956: Henri IV de William Shakespeare: Prince Hal
- 1956: Escapade (en) de Roger MacDougall: L.W Dawentry
- 1957: Henri V de William Shakespeare: Henri V
- 1957: The Strong are lonely de Fritz Hochwälder: Alfonso Fernandez
- 1957: Deutsches Haus de Richard Cortwell: Harry
- 1958: La Nuit des rois de William Shakespeare: Sebastian
- 1958: Camino real de Tennessee Williams: Le survivant
- 1958: A month in the country de Ivan Tourgueniev, par Jocelyn Powell: Le nouveau tuteur
- 1959: The Apple Cart (en) de George Bernard Shaw: Roi Magnus
- 1959: Les Trois Sœurs de Anton Tchekhov: Tuzenbach
- 1959: Saint's Day de John Whiting: Charles Heberden
- 1960: Cymbeline de William Shakespeare: Posthumus
- 1960: Lullaby of park street de Tom Vernon: Pomme
- 1960: Le Canard sauvage de Henrik Ibsen: Hjalmar Ekdal
- 1960: Cards of identity de Nigel Dennis: Capitaine Mallet
- 1960: Semi detached de David Turner: Tom Midway
- 1961: The birthday party de Harold Pinter: Stanley Webber
- 1961: The country wife de William Wycherley: Mr Pinchwife
- 1961: L'Alouette de Jean Anouilh: Warwick
- 1961: César et Cléopâtre de George Bernard Shaw: Achille
- 1961: A man for the season de Robert Bolt: William Roper
- 1961: You Never Can Tell (en) de George Bernard Shaw: Philipp Clandon
- 1962: La Mouette de Anton Tchekhov: Konstantin
- 1962: The bride comes back de Ronald Millar: Joe Tilney
- 1962: Much ado about nothing de William Shakespeare: Comte Claudio
- 1962: Ten Little Niggers de Agatha Christie: Anthony Martson
- 1962: Noah de André Obey: Shem
- 1963: Becket de Jean Anouilh: Gilbert Folliot
- 1963: The gazebo de Alec Coppel: Elliott Nash
- 1963: The big killing de Philip Mackie: Gavin Cole
- 1963: The amorous prawn de Anthony Kimmins: Larry Hoffman
- 1963: Under milk wood de Dylan Thomas: Mr Waldo
- 1963: Luther de John Osborne: Martin Luther
- 1964: Coriolanus de William Shakespeare: Tullus Aufidius
- 1964: The life in my hands de Peter Ustinov: John Bogle
- 1964: The bashful genius de Harold Callen: Winifred Hunchtins
- 1964: Le maire de Zalamea de Pedro Calderón de la Barca: Capitaine Don Alvaro
- 1964: Sir Thomas More de William Shakespeare: Thomas More
- 1965: A scent of flowers de James Saunders: Godfrey
- 1965: Armstrong last goodnight de John Arden: L'évangéliste protestant
- 1965: Trellawney of the wells de Arthur Wing Pinero: Capitaine De Foenix
- 1965: A Lilly in little India de Donald Howard: Alvin Hanker
- 1966: Their very own and golden city de Arnold Wesker: Andrew Cobham
- 1966: The Man of Destiny (en) de George Bernard Shaw: Caporal Napoléon
- 1966: La Promesse de Alexeï Arbouzov: Leonidik
- 1967: Saturday night and sunday morning de David Brett: Arthur Seaton
- 1967: All in good time de Bill Naughton: Arthur Fiston
- 1967: The public eyes de Peter Shaffer: Julian Christoforou
- 1968: The white liars de Peter Shaffer: Rôle titre
- 1968: Art reflected de Richard Marquand: Lecteur
- 1968: Ivanhoé de Walter Scott: Ivanhoé
- 1969: Richard II de William Shakespeare: Richard II
- 1969: Bacchanales de Euripide: Pentheus
- 1969: The prime of Miss Jean Brodie de Jay Presson Allen: Le directeur
- 1970: Edouard II de Christopher Marlowe: Edouard II
- 1970: Three Months Gone (en) de Howarth Donald: Lecteur
- 1970: An evening of free greek de Minos Volonakis: Le narrateur
- 1971: Billy last stand de Barry Hines: Darkly
- 1971: The Recruiting Officer (en) de Georges Faquhar: Capitaine Plume
- 1971: Chips with everything de Arnold Wesker: Caporal Hill
- 1972: Hamlet de William Shakespeare: Prince Hamlet
- 1972: Le Chant du cygne de Anton Tchekhov: Svetlodivov
- 1972: The real inspector Hound de Tom Stoppard: L'inspecteur
- 1973: Erpinham Cam de Joe Horton: Le chef
- 1973: Le Dindon de Georges Feydeau: Le serveur
- 1973: The three arrows de Iris Murdoch: Prince Yoremitsu
- 1973: A private matter de Ronald Mavor: Rôle titre
- 1974: The way of the world de William Congreve: Lady Wishfort's
- 1974: Knots de Edward Peterhidge: Lecteur
- 1974: Le Roi Lear de William Shakespeare: Edgar
- 1974: Tis Pity she's a whore de John Ford: Giovanni
- 1975: Le marquis de Keith de Frank Wedekind: Le marquis
- 1975: Roi John de John Barton: Philippe Le Bâtard
- 1975: The clandestine marriage de George Colman l'Ancien: Le marié
- 1975: Ashes de David Rudkin: Colin
- 1976: The Journalist de Arnold Wesker: L'éditeur
- 1976: Too True to be good de George Bernard Shaw: Le bulgare
- 1976: Roméo et Juliette de William Shakespeare: Roméo
- 1976: Le Conte d'hiver de William Shakespeare: Roi Léonte
- 1977: Words, words, words de lui-même : Lui-même (one-man show)
- 1977: Won't you Charleston ? de Gillian Lynne: Le narrateur
- 1977: Everygood boy deserves flavour de Tom Stoppard: Alexander
- 1977: Pillars of community de Henrik Ibsen: Karsten Bernick
- 1978: Les Jours de la Commune de Bertolt Brecht: Langevin
- 1978: A Miserable and a Lonely Day de Norman Felton: Kentridge
- 1978: Acting Shakespeare de lui-même : Lui-même (one-man show)
- 1978: Neruda de Paul Smith: Pablo Neruda
- 1979: Is there honey still for the tea ? de Roger Rees: Le producteur
- 1979: Les Trois Sœurs de Anton Tchekhov: Andrei
- 1979: Bent de Martin Sherman: Max
- 1979: Acting chat show de Milan Grawl: Lui-même
- 1980: Eagle in Mexico de D. H. Lawrence: Rôle titre
- 1980: Amadeus de Peter Shaffer: Antonio Sallieri
- 1980: Globe de George Oswall: Le narrateur
- 1981: Twelf night de William Shakespeare: Sebastian
- 1981: Henri V de William Shakespeare: Henri V
- 1981: Everygood boy deserves flavour de Tom Stoppard: Alexander
- 1982: To Cambridge with Love de Thomas Mars: Lui-même
- 1982-1986: Acting Shakespeare de lui-même : Lui-même (one-man show)
- 1983: Short list de Michael Rudman: Terry
- 1983: Cowardice de Sean Mathias: Le garçon
- 1983: La Cerisaie de Anton Tchekhov: Lopakhin
- 1984: Venice preserved de Thomas Otway: Pierre
- 1984: Wild honey de Michael Frayn: Michael Platonov
- 1985: The duchess of Malfi de John Webster: Bosola
- 1985: The real inspector Hound de Tom Stoppard: L'inspecteur
- 1985: The critic de Richard Brinsley Sheridan: Mr Puff
- 1986: Saturday night and sunday morning de David Brett: Arthur Seaton
- 1986: Les Trois Sœurs de Anton Tchekhov: Andrei
- 1986: Henri V de William Shakespeare: Henri V
- 1987: Acting Shakespeare II de lui-même : Lui-même (one-man show)
- 1987: When the sun arrive de Mark Trainor: Le soleil
- 1988: Before the act de Robin Full: Uncle Freddie
- 1988: Henceforward de Alan Ayckbourn: Jérome
- 1989: Promenade de Richard Son: Lui-même
- 1989: Bent de Martin Sherman: Max
- 1990: Othello de William Shakespeare: Iago
- 1990: Chip in the Sugar de Alan Bennett: Sean
- 1991: Richard III de William Shakespeare: Roi Richard
- 1991: Le Roi Lear de William Shakespeare: Kent
- 1992: Napoli milionaria de Eduardo De Filippo: Gennaro
- 1992: Oncle Vania de Anton Tchekhov: L'oncle
- 1993: A show for Glasway de Peter Urs: Le narrateur
- 1993-1994: A knight out de lui-même : Lui-même (one-man show)
- 1994: Anthologie de Rufus Stairn: Le fil
- 1994: Un ennemi du peuple de Henrik Ibsen: Dr Tomas Stockmann
- 1995: A knight out at the lyceum de lui-même : Lui-même
- 1995: A knight out at the market de lui-même : Lui-même
- 1995: Peter Pan de J M Barie: Capitaine Hook
- 1996: A knight out east end de lui-même : Lui-même
- 1997: A knight in Los Angeles de lui-même : Lui-même
- 1997: King Parade's de lui-même : Lui-même
- 1997: Present laughter de Noël Coward: Garry Essendine
- 1998: La Cerisaie de Anton Tchekhov: Dr Dorn
- 1998: La Tempête de William Shakespeare: Prospero
- 1999: Othello de William Shakespeare: Iago
- 2000: Holocaust de multiples auteurs: Voix-off
- 2001-2005: Dance of the death de Richard Greenberg: Edgar
- 2002: A new knight out lui-même : Lui-même
- 2003: Une rencontre avec Ian McKellen de lui-même : Lui-même
- 2004: Aladdin de Bille Brown: Le génie de la lampe
- 2005: A restoration gala (multiples auteurs): Le narrateur
- 2006: The cut de Mark Ravenhill: Rôle titre
- 2007: Le Roi Lear de William Shakespeare: Le roi Lear
- 2008: En attendant Godot de Samuel Beckett: Estragon
- 2009: A knight at crucible de lui-même : Lui-même
- 2010: Le Chant du cygne de Anton Tchekhov: Svetlodivov
- 2011: The syndicate de Eduardo De Filippo: Don Antonio
- 2012: Ian Mc Kellen sur scène de lui-même : Lui-même
- 2013: No man's land de Harold Pinter: Cuillère
- 2014: En attendant Godot de Samuel Beckett: Estragon
- 2015: No man's land de Harold Pinter: Cuillère
- 2016: La Cerisaie de Anton Tchekhov: Dr Dorn
- 2017: Shakespeare, Tolkien, others and you de lui-même : Lui-même (one-man show)
- 2018: Le Roi Lear de William Shakespeare: Le roi Lear
- 2019: Ian McKellen sur scène de lui-même : Lui-même
- 2020: Hamlet de William Shakespeare: Hamlet
- 2021: La Cerisaie de Anton Tchekhov: Dr Dorn
- 2022: Le Prince de Hombourg de Heinrich von Kleist: Le prince
- 2023: Les Contes de la mère l'Oye de Jonathan Harvey: Le narrateur
- 2024: Frank and Percy de Ben Weatherhill: Frank

## Filmographie

### Cinéma

#### Longs métrages
- 1967: The bells of hell go ting a ling a ling de David Miller: non-crédité
- 1968 : Alfred le Grand, vainqueur des Vikings (Alfred the Great) de Clive Donner : Roger
- 1969 : A Touch of Love de Waris Hussein : George Matthews
- 1969 : The Promise de Michael Hayes : Leonidik
- 1979 : Priest of Love de Christopher Miles : D. H. Lawrence
- 1982: Loving Walter de Stephen Frears: Walter
- 1983 : La Forteresse noire (The Keep) de Michael Mann : Dr Théodore Cuza
- 1985 : Plenty de Fred Schepisi : Sir Andrew Charleson
- 1985 : Zina de Ken McMullen : Kronfeld
- 1989 : Scandal de Michael Caton-Jones : John Profumo
- 1992: Restauration de Michael Hoffman: Will Gates
- 1993 : Last Action Hero de John McTiernan : La Mort
- 1993 : The Ballad of Little Jo de Maggie Greenwald : Percy Corcoran
- 1993 : Six degrés de séparation de Fred Schepisi : Geoffrey Miller
- 1994 : La Petite Star (I'll Do Anything) de James L. Brooks : John Earl McAlpine
- 1994 : The Shadow de Russell Mulcahy : Dr Reinhardt Lane
- 1994 : To Die For de Peter Mackenzie Litten : narrateur
- 1995 : Jack et Sarah de Tim Sullivan : William
- 1995 : Richard III de Richard Loncraine : Richard III
- 1995 : Le Don du roi (Restoration) de Michael Hoffman : Will Gates
- 1996: Rasputin de Uli Edel: Nicholas II
- 1997 : Bent de Sean Mathias : Oncle Freddie
- 1997 : Au cœur de la tourmente (Swept From the Sea) de Beeban Kidron : Dr James Kennedy
- 1998 : Ni dieux ni démons (Gods and Monsters) de Bill Condon : James Whale
- 1998 : Un élève doué (Apt Pupil) de Bryan Singer : Kurt Dussander
- 2000 : X-Men de Bryan Singer : Erik Lehnsherr/Magnéto
- 2001 : Le Seigneur des anneaux : La Communauté de l'anneau (The Lord of the Rings: The Fellowship of the Ring) de Peter Jackson : Gandalf
- 2002 : Le Seigneur des anneaux : Les Deux Tours (The Lord of the Rings: The Two Towers) de Peter Jackson : Gandalf
- 2003 : Le Seigneur des anneaux : Le Retour du roi (The Lord of the Rings: The Return of the King) de Peter Jackson : Gandalf
- 2003 : X-Men 2 (X2) de Bryan Singer : Erik Lehnsherr/Magnéto
- 2003 : Emile de Carl Bessai : Emile
- 2005 : Pollux : Le Manège enchanté (The Magic Roundabout) de Dave Borthwick : Zebedee (voix)
- 2005 : Asylum de David Mackenzie : Dr Peter Cleave
- 2005 : Neverwas de Joshua Michael Stern : Gabriel Finch
- 2005 : Eighteen de Richard Bell : narrateur
- 2006 : Doogal de Dave Borthwick, Jean Duval, Frank Passingham : Zebedee (voix)
- 2006 : Da Vinci Code (The Da Vinci Code) de Ron Howard : Sir Leigh Teabing
- 2006 : X-Men : L'Affrontement final (X Men: The Last Stand) de Brett Ratner : Erik Lehnsherr/Magnéto
- 2006 : Souris City (Flushed Away) de David Bowers et Sam Fell : le crapaud (voix)
- 2007 : Stardust, le mystère de l'étoile de Matthew Vaughn : narrateur
- 2007 : À la croisée des mondes : La Boussole d'or (His Dark Materials: The Golden Compass) de Chris Weitz : Iorek Byrnison (voix)
- 2012 : Le Hobbit : Un voyage inattendu (The Hobbit: An Unexpected Journey) de Peter Jackson : Gandalf
- 2013 : Wolverine : Le Combat de l'immortel (The Wolverine) de James Mangold : Erik Lehnsherr/Magnéto âgé
- 2013 : Le Hobbit : La Désolation de Smaug (The Hobbit: The Desolation of Smaug) de Peter Jackson : Gandalf
- 2014 : Miss in her Teens de Matthew Butler Hart : le prologue
- 2014 : X-Men: Days of Future Past de Bryan Singer : Erik Lehnsherr/Magnéto âgé
- 2014 : Le Hobbit : La Bataille des Cinq Armées (The Hobbit: The Battle of the Five Armies) de Peter Jackson : Gandalf
- 2015 : Mr. Holmes de Bill Condon : Sherlock Holmes
- 2017 : La Belle et la Bête (Beauty and the Beast) de Bill Condon : Big Ben
- 2017 : Animal Crackers de Tony Bancroft, Scott Christian Sava et Jaime Maestro : Horatio P. Huntington (voix)
- 2018 : All Is True de Kenneth Branagh : Comte de Southampton
- 2019 : L'Art du mensonge (The Good Liar) de Bill Condon : Roy
- 2019 : Cats de Tom Hooper : Gus
- 2023 : The Critic d'Anand Tucker : Jimmy Erskine
- 2026 : Avengers: Doomsday de Anthony et Joe Russo : Erik Lehnsherr/Magnéto

#### Courts métrages
- 2000 : Le Cirque du soleil (Cirque du Soleil: Journey of Man) de Keith Melton : Narrateur
- 2007 : For the Love of God de Joe Tucker : Jackdaw
- 2009 : The Academy de Peter Hinton : Murray
- 2010 : Small-Time Revolutionary de Miikka Leskinen : Hamisch Miller (voix)
- 2010 : A Lost and Found Box of Human Sensation de Stefan Leuchtenberg et Martin Wallner : Narrateur (voix)
- 2010 : E'gad, Zombies! de Matthew Butler-Hart : Narrateur (voix)
- 2011 : Lady Grey London de John Cameron Mitchell
- 2011 : Claude et Claudette de Matthew Butler-Hart : The voice
- 2013 : The Egg Trick de Stephen Kroto : Magicien
- 2016 : The Roof de Natalie Abrahami : And Even Yet Another Fan
- 2017 : Edmund the Magnificent de Ben Ockrent : Narrateur
- 2019 : The King and the Master Builder
- 2019 : Darrylgorn de Stephen Colbert : Ian

### Télévision

#### Téléfilms
- 1965 : Sunday Out of Season de John Nelson-Burton : Victor Leech
- 1970 : The Tragedy of King Richard II : King Richard II
- 1970 : Edward II de Richard Marquand et Toby Robertson : King Edward
- 1970 : Hamlet de David Giles : Hamlet
- 1979 : Macbeth (A Performance of Macbeth) de Philip Casson : Macbeth
- 1982 : Walter de Stephen Frears : Walter
- 1982 : Le Mouron rouge (The Scarlet Pimpernel) de Clive Donner : Paul Chauvelin
- 1983 : Walter & June de Stephen Frears : Walter
- 1989 : Countdown to War (en) de Patrick Lau : Adolf Hitler
- 1993 : Les Soldats de l'espérance (And the Band Played On) de Roger Spottiswoode : Bill Kraus
- 1995 : La Ferme du mauvais sort (Cold Comfort Farm) de John Schlesinger : Amos Starkadder
- 1996 : Raspoutine (Rasputin: Dark Servant of Destiny) de Uli Edel : le Tsar Nicolas II
- 2008 : King Lear de Trevor Nunn : Le Roi Lear
- 2012 : The Academy: Special de Peter Hinton : Murray
- 2013 : The Five(ish) Doctors Reboot de Peter Davison : lui-même
- 2015 : The Dresser de Richard Eyre : Norman
- 2016 : National Theatre Live: No Man's Land de Sean Mathias : Spooner

#### Séries télévisées
- 1964 : The Indian Tales of Rudyard Kipling, épisode The Tomb of His Ancestors : Plowden
- 1965 : The Wednesday Play, épisode : The Trial and Torture of Sir John Rampayne : Wolf
- 1966 : David Copperfield de Joan Craft (minisérie) : David Copperfield
- 1970 : Solo, épisode Ian McKellen as John Keats : John Keats
- 1970 : Ross : The Reticent Hero : T.E. Lawrence
- 1972 : Country Matters, épisode Craven Arms : David Masterman
- 1974 : Late Night Drama
- 1978 : Jackanory, épisode The Moon in the Cloud : Lecture de texte à la radio
- 1980 : Armchair Thriller (4 épisodes) : Antony Skipling
- 1980 : Play for Today, épisode The Vanishing Army
- 1981 : Pillar of Fire : Narrateur
- 1988 : Windmills of the Gods (minisérie) : Chairman
- 1990 : Theatre Night, épisode Othello : Iago
- 1993 : Les chroniques de San Francisco (Tales of the City) (minisérie) : Archibald Anson Gidde
- 1995 : Live from the Lilydrome : le prêtre
- 1999 : David Copperfield de Simon Curtis (feuilleton TV, 2 épisodes) : Mr Creackle
- 2003 : Les Simpson (The Simpsons) de Mark Kirkland, saison 15, épisode 4 : Homer rentre dans la reine : Lui-même
- 2003-2004 : Churchill (minisérie documentaire) : Narrateur
- 2004 : Arena, épisode Pavarotti: The Last Tenor : Narrateur
- 2005 : Coronation Street de Mel Hutchwright (Soap opera (10 épisodes))
- 2006 : Extras de Ricky Gervais, série TV (épisode : Sir Ian McKellen) : Lui-même
- 2009 : Le Prisonnier (The Prisoner), série TV (9 épisodes) : Numéro Deux
- 2012 : Doctor Who de Saul Metzstein, série TV (épisode : La Dame de glace) : La Grande Intelligence (voix de la machine)
- 2013-2016 : Vicious, série TV (14 épisodes) : Freddie Thornhill
- 2018 : Les Griffin (Family Guy) de Joe Vaux, série TV (saison 16, épisode 12 : Faites entrer Stewie) : Dr. Cecil Pritchfield (voix)

## Distinctions
- 1979 : Commandeur de l'ordre de l'Empire britannique (CBE)
- 1991 : Chevalier bachelor[27]
- 2008 : Membre de l'ordre des compagnons d'honneur (CH)[28]

## Voix francophones
En version française, Ian McKellen était doublé principalement par Jean Piat jusqu'en 2018. Il l'a doublé dans les trilogies Le Seigneur des anneaux et Le Hobbit, ainsi que dans le film À la croisée des mondes : La Boussole d'or.
Bernard Dhéran le double dans la première trilogie X-Men et dans le film Da Vinci Code.
À la suite de son décès en 2013 et à celui de Jean Piat en 2018, c'est Philippe Catoire qui le double dans la saga X-Men (Wolverine : Le Combat de l'immortel et X-Men: Days of Future Past). Il l'avait déjà doublé dans les films Le Don du roi et Souris City. Il le double également par la suite dans La Belle et la Bête.
À titre exceptionnel, il a aussi été doublé par François Chaumette dans La Forteresse noire, Benoît Allemane dans Last Action Hero, Georges Berthomieu dans The Shadow , Marc Cassot dans Stardust, Pierre Dourlens dans la mini-série Le Prisonnier et Frédéric Cerdal dans The Critic.
En version québécoise, Vincent Davy a le plus doublé Ian McKellen. Il le double dans Last Action Hero, Richard III, Neverwas et Stardust . Guy Nadon et Claude Préfontaine l'ont chacun doublé à deux reprises dans Da Vinci Code et Souris City pour le premier, et dans Le Don du roi et X-Men pour le second.
À titre exceptionnel, il a aussi été doublé par Daniel Roussel dans le téléfilm Les Soldats de l'espérance et Hubert Gagnon dans Asylum.

### Versions françaises
- Jean Piat dans Le Seigneur des anneaux, Le Hobbit, À la croisée des mondes : La Boussole d'or[29]
- Philippe Catoire dans Le Don du roi, Wolverine : Le Combat de l'immortel, X-Men: Days of Future Past, La Belle et la Bête, etc.
- Bernard Dhéran dans X-Men, X-Men 2, X-Men : L'Affrontement final, Da Vinci Code[29]

### Versions québécoises
Note : La liste indique les titres québécois.
- Vincent Davy dans Le dernier des héros, Richard III, Le royaume imaginaire, Stardust, le mystère de l'étoile [32]
- Guy Nadon dans Le Code Da Vinci, Souris City[32]
- Claude Préfontaine dans Restauration, X-Men[32]